# Марико, Умар
Умар Марико (фр. Oumar Mariko, род. 4 февраля 1959, Бафулабе) — малийский левый политический деятель, ранее студенческий активист, соучредитель (с Шейхом Умаром Сиссоко) и генеральный секретарь коммунистической партии «Африканское единство за демократию и независимость» (Solidarité africaine pour la démocratie et l’indépendance), трижды баллотировался на пост президента страны (2002, 2007 и 2013). По образованию врач (хирург). В декабре 2021 года Умар Марико был арестован за «оскорбительные высказывания» в адрес Чогеля Майги и премьер-министра Мали.